# Ruptura (film din 2007)
Ruptura (titlu original: Fracture) este un film de crimă regizat de Gregory Hoblit după un scenariu de Daniel Pyne. A fost produs în Statele Unite ale Americii de studiourile New Line Cinema și a avut premiera la 11 aprilie 2007, fiind distribuit de InterCom. Coloana sonoră este compusă de Mychael Danna. Cheltuielile de producție s-au ridicat la 10.000.000 de dolari americani și a avut încasări de 92.000.000 de dolari americani.

## Rezumat
Thomas Crawford, inginer aeronautic, descoperă relația extraconjugală a tinerei sale soții Jennifer cu polițistul Robert Nunally și decide să o omoare punând în aplicare un plan perfect. Soția sa este lovită în cap de glonțul din arma lui Crawford și cade într-o comă profundă, cu glonțul încă în corpul ei și care nu poate fi extras deoarece este prea aproape de creier. Mai târziu, Crawford este arestat de iubitul soției sale, căruia îi face o mărturisire că el a ucis-o.
Ceea ce părea un caz aparent simplu de tentativă de crimă se dovedește a fi mai complicat decât se aștepta. Asistentul districtual Willy Beachum, care urmează să fie angajat de o prestigioasă firmă de avocatură și care îl acuză pe Crawford de tentativă de crimă, se ocupă de caz. Dar visele sale de glorie se destramă când se descoperă că arma lui Crawford nu este arma crimei și că aceasta din urmă nu se găsește nicăieri. De asemenea, când relația dintre Jennifer și Robert devine publică, mărturisirea sa devine invalidă, judecătoarea considerând că acesta a mărturisit sub amenințare.
Crawford este achitat, lucru care îl va supăra foarte tare pe Robert, care se sinucide pe scările tribunalului. Crawford își asumă, de asemenea, tutela soției sale aflată în comă și, în condițiile legii, are dreptul să decidă dacă o va mai ține sub aparate sau dacă o va deconecta și, prin urmare, are dreptul să decidă moartea ei. Dornic să termine definitiv jocul, Crawford cere „deconectarea de la priză”, iar soția sa moare fără ca Willy să poată interveni după obținerea unui ordin judecătoresc.
Cu toate acestea, Willy descoperă că Robert și Crawford foloseau același tip de armă și își dă seama că Thomas Crawford a schimbat arma sa cu a lui Robert la hotelul în care Jennifer și iubitul ei s-au întâlnit. Arma cu care Thomas și-a ucis soția a fost de fapt a lui Robert. Cu aceste dovezi, Willy reușește să-l aresteze pe Thomas din nou, de data aceasta pentru crimă, începând astfel un nou proces.

## Distribuție
Rolurile principale au fost interpretate de actorii:
- Anthony Hopkins - Theodore "Ted" Crawford
- Ryan Gosling - procurator de district William "Willy" Beachum
- David Strathairn - procuror Joe Lobruto
- Rosamund Pike - Nikki Gardner
- Embeth Davidtz - Jennifer Crawford
- Billy Burke - Lt. Rob Nunally
- Cliff Curtis - Detective Flores
- Fiona Shaw - Judge Robinson
- Bob Gunton - Judge Frank Gardner
- Josh Stamberg - Norman Foster
- Xander Berkeley - Judge Moran
- Zoe Kazan - Mona
- Alla Korot - traducător rus